# Ronnenberg
Ronnenberg è una città di 23.286 abitanti della Bassa Sassonia, in Germania.
Appartiene alla regione di Hannover (targa H).
Barsinghausen si fregia del titolo di "Comune indipendente" (Selbständige Gemeinde).
Conta le frazioni di Benthe, Empelde, Ihme-Roloven, Linderte, Vörie e Weetzen.